# Filialkirche Aigen im Ennstal

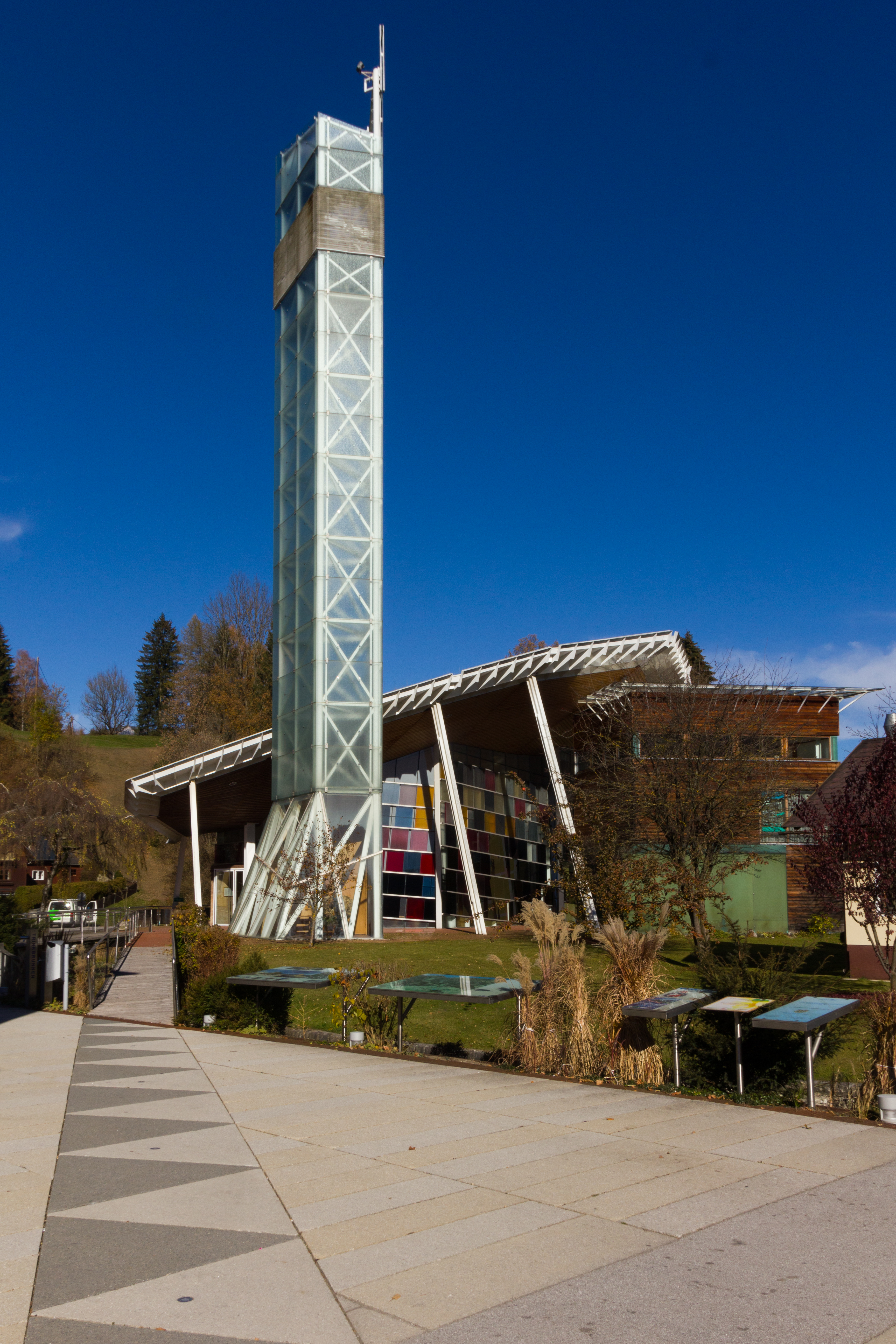
Filialkirche hl. Florian in Aigen im Ennstal

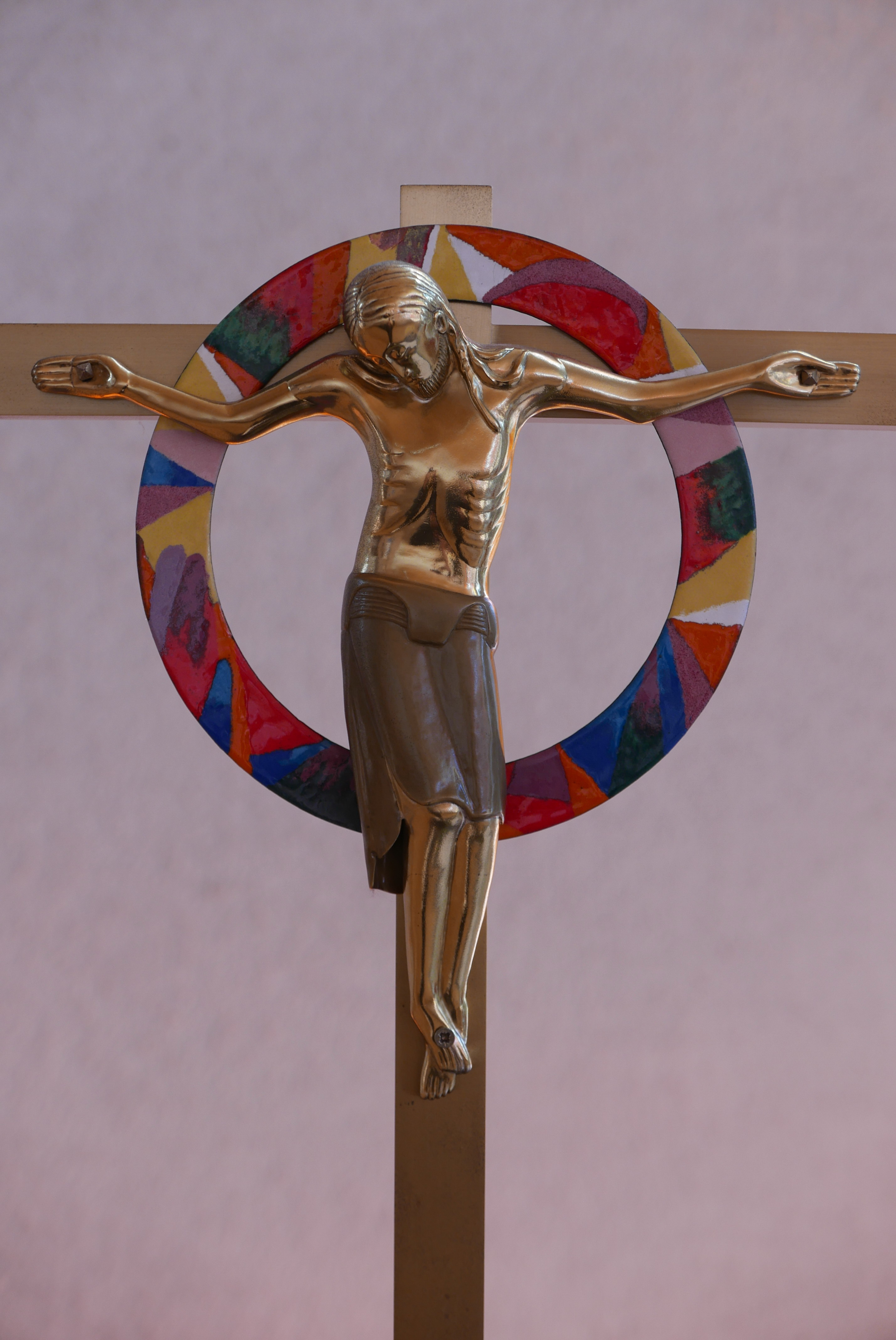
Figuraler gekreuzigter Jesus, Vortragekreuz von Bernward Schmid OSB, um 1992

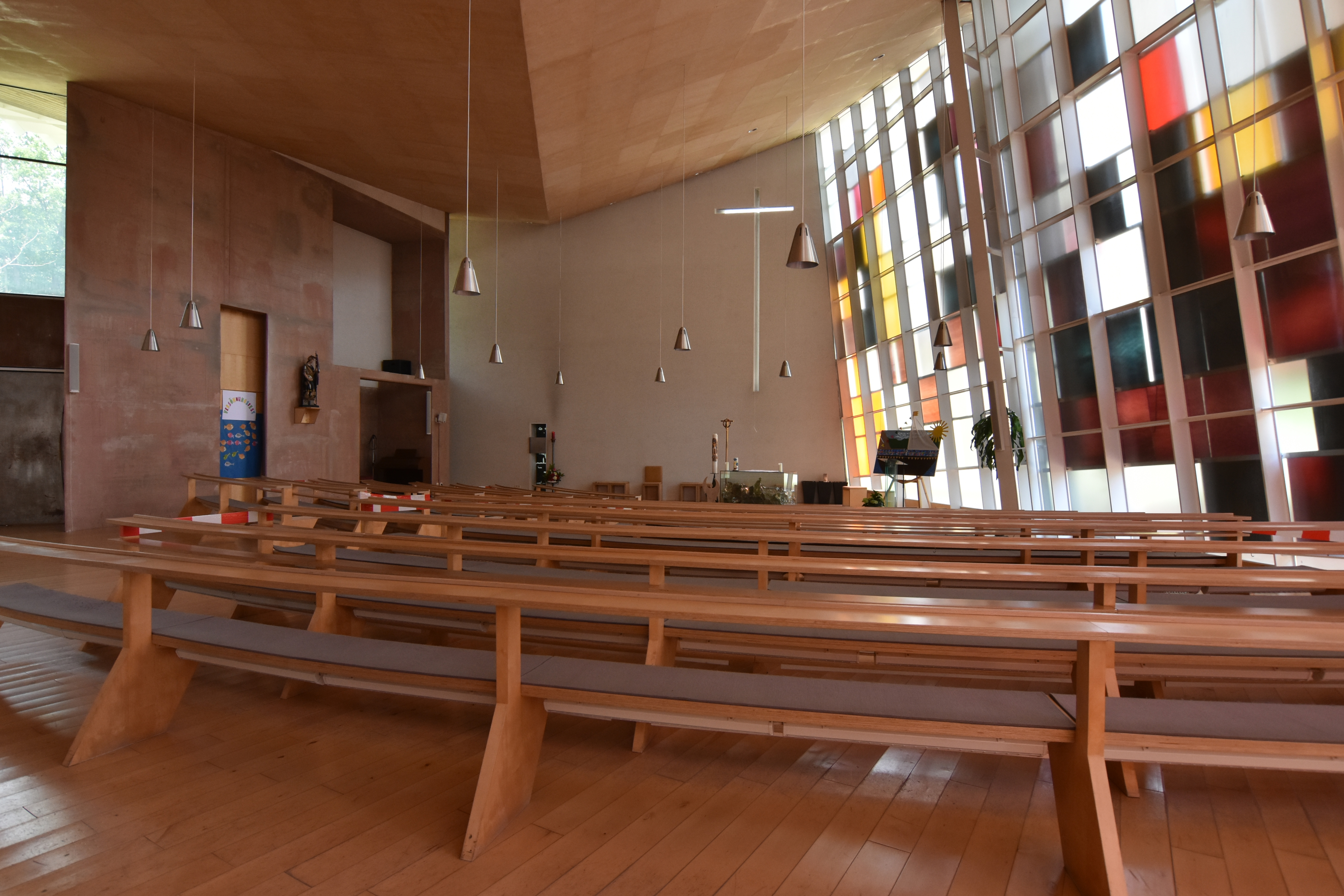
Innenansicht der Filialkirche

Die römisch-katholische Filialkirche Aigen im Ennstal befindet sich im Ort Aigen im Ennstal in der Gemeinde Aigen im Ennstal in der Steiermark. Die Kirche ist dem Hl. Florian geweiht. Sie ist Filialkirche der zum Dekanat Oberes Ennstal – Steirisches Salzkammergut in der Diözese Graz-Seckau gehörigen Pfarre Irdning. Die Kirche steht unter Denkmalschutz (Listeneintrag).

## Geschichte
Die Filialkirche wurde von 1990 bis 1992 nach Plänen des Architekten Volker Giencke an der Durchfahrtsstraße des Ortes Aigen errichtet. Am 3. Mai 1992 wurde die Filialkirche von Bischof Johann Weber geweiht. Im Zuge eines Projektes zur Dorferneuerung Lebendiges Zentrum Aigen mit den Architekten Erwin Egger und Gerhard Kreiner entstand bis 2007 ein neues Ortszentrum um einen neu gestalteten Dorfplatz neben der Kirche.

## Architektur
Der Kirchenbau hat ein gebauchtes, begrüntes Dach aus Holz, das über die Traufe in einen vorbeifließenden Bach entwässert wird, an den das Gebäude grenzt. Den Dachrand bilden Stahlblechkassetten, welche die statische Verbindung von den Holzträgern zu den tragenden Stahlstützen bilden. Das als Stahlkonstruktion angebaute Pastoralhaus hat eine Fassade aus Lärchenholz und Glas. Das Stahltragwerk des freistehende Kirchturms ist mit Glas verkleidet und hat den Grundriss eines verzogenen Vierecks. Der Turm ist 32 m hoch, hat ein breiteres Sockelgeschoß und schließt oben mit einer Glockenstube ab. Die künstlerische Glasgestaltung schuf der Künstler Fritz Panzer aus Graz.

## Ausstattung
Das neben dem Altar befindliche Vortragekreuz Figuraler gekreuzigter Jesus auf einem Kreuz aus Metallformrohren mit einem farbigen Kreisring aus Email schuf der Seckauer Benediktinermönch, Laienbruder und Kunstschmied Bernward Schmid OSB.